# Grote blauwring-octopus
De grote blauwring-octopus (Hapalochlaena lunulata) is een van de soorten blauwgeringde octopussen.

## Kenmerken
Dit dier wordt amper 10 cm lang. Ze hebben een massa tussen de 10 en 100 gram hoewel de meeste exemplaren rond de 55 g zitten. Door chromatoforen kan het dier van kleur veranderen. Ongestoord is de soort onopvallend egaal bruin. Kenmerkend zijn de blauwe ringen die bij gevaar verschijnen en als afschrikkingsmiddel worden gebruikt.

## Leefwijze
De soort voedt zich met kreeftachtigen, krabben, en vis die hij met een neurotoxine, namelijk tetrodotoxine (dat geproduceerd wordt door een bacterie in de speekselklier), injecteert waardoor de prooi verlamd raakt en hij ze kan opeten. De soort kan door zijn gif gevaarlijk voor de mens zijn.

## Verspreiding en leefgebied
De soort komt voor in de Grote- en Indische Oceaan in wateren rondom Australië op koraalriffen.

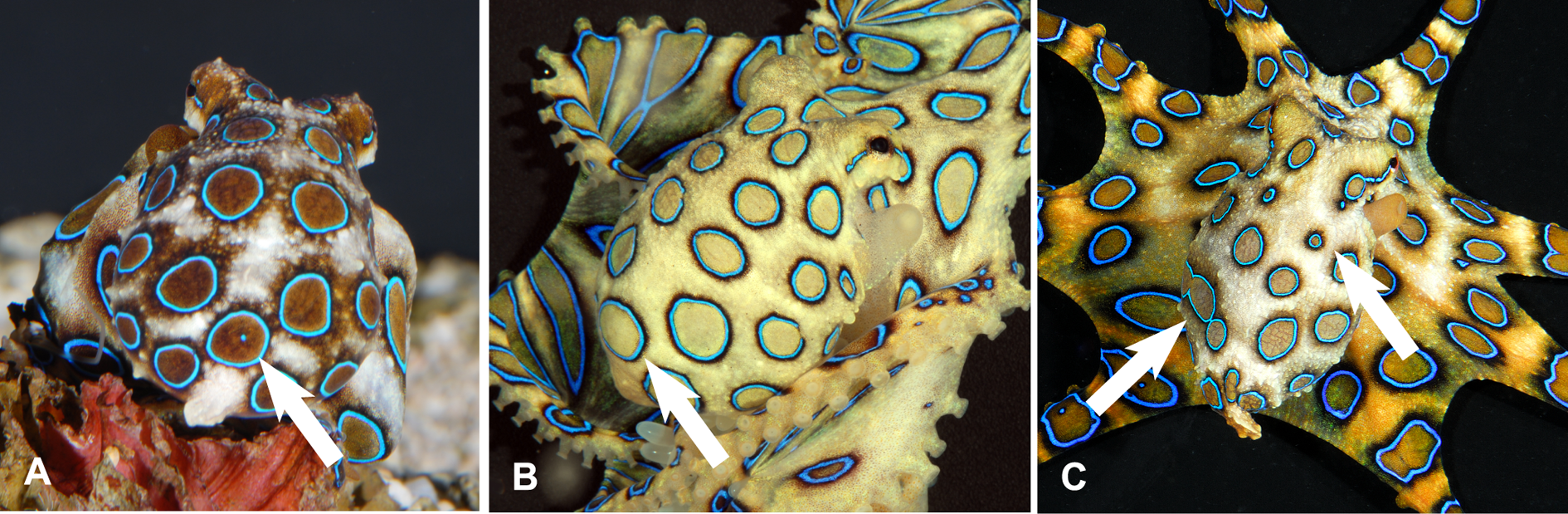
Verschillende ringpatronen op de mantel van de grote blauwring-octopus